# EP u softbolu za žene 1992.
8. EP u softbolu za žene  se održalo u Nizozemskoj, u Bussumu, od 12. do 16. kolovoza 1992.

## Konačna ljestvica
| Mj. | Država           |
| --- | ---------------- |
| 1.  | Italija          |
| 2.  | Nizozemska       |
| 3.  | Češka i Slovačka |
| 4.  | Danska           |
| 5.  | Belgija          |
| 6.  | Švedska          |
| 7.  | Francuska        |
| 8.  | Njemačka         |
| 9.  | Uj. Kraljevstvo  |
| 10. | Španjolska       |
| 11. | Rusija           |